# Ледерер, Витезслав
Витезслав Ледерер (чеш. Vítězslav Lederer), урождённый Саломон Ледерер (Salomon Lederer), также известный как Зигфрид Ледерер (нем. Siegfried Lederer) (6 марта 1904 года, Писаржова Весце, Чехословакия — 5 апреля 1972 года, Прага, Чехословакия) — чехословацкий подпольщик еврейского происхождения; участник Движения Сопротивления. Узник концлагеря Аушвиц, сумевший совершить успешный побег, благодаря активному содействию охранника лагеря Виктора Пестека.
Оказавшись на свободе, Ледерер безуспешно пытался предупредить евреев гетто Терезиенштадт о массовых убийствах в концлагере. Позднее он предпринял также безуспешную попытку переправить отчёт об Аушвице в Международный комитет Красного Креста в Швейцарии.
История его побега стала предметом нескольких книг.

## Биография

### Происхождение
Родился 6 марта 1904 года в деревне Писаржова Весце (тогда Альберсдорф), в районе Тахов Судетской области, немецкоязычной части Чехословакии. Младший сын в семье Морица Ледерера (1864—1942) и Анны Швагеровой (1869—1936), кроме него у пары было ещё четверо детей: Абрахам (1891—1892), Мария (1894—1942), Рудольф (1895—1942) и Ружена (1900—1942). Вскоре после его рождения семья переехала в Пльзень, откуда был родом его отец.

### До начала войны
В 1930-е работал в Пльзене продавцом в магазине тканей. После присоединения Судетской области к Германии в 1938 году и начала антиеврейских мер был вынужден несколько раз сменить профессию, в том числе, работал на керамическом заводе в Горни-Бржизе, а затем конюхом или кучером в сельской местности под Пльзенем.
В политике придерживался левых взглядов, под влиянием чехословацкой коммунистки Марии Шкардовой вступил в Ассоциацию друзей Советского Союза. После создания Протектората Богемии и Моравии в 1939 году присоединился к Движению Сопротивления: помогал скрывавшимся и распространял нелегальные публикации. Позднее примкнул к «Пльзеняк 28», подпольной группе Сопротивления в Збраславе.

### 1939-1943 годы
В ноябре 1939 года, а также в ноябре 1940 года Ледерер был арестован гестапо по подозрению в подпольной деятельности, но в обоих случаях вскоре освобождён из-за отсутствия улик. В конце 1941-го или начале 1942 года был арестован в третий раз и заключён в Малую крепость Терезиенштадта, откуда 18 января 1942 года его перевели в Терезиенштадтское еврейское гетто. Ледерер был включён в список лиц, подлежащих безвозвратной депортации на Восток, но Лео Хельцер, начальник пожарной команды гетто, который знал о его участии в Движении Сопротивления, спас его, зачислив в пожарную команду. Однако в конце 1943 года Ледерер был пойман патрулём на курении, лишён защиты от депортации и вскоре отправлен в лагерь смерти Аушвиц, куда прибыл 18 декабря 1943 года (лагерный номер 170521).

### Аушвиц

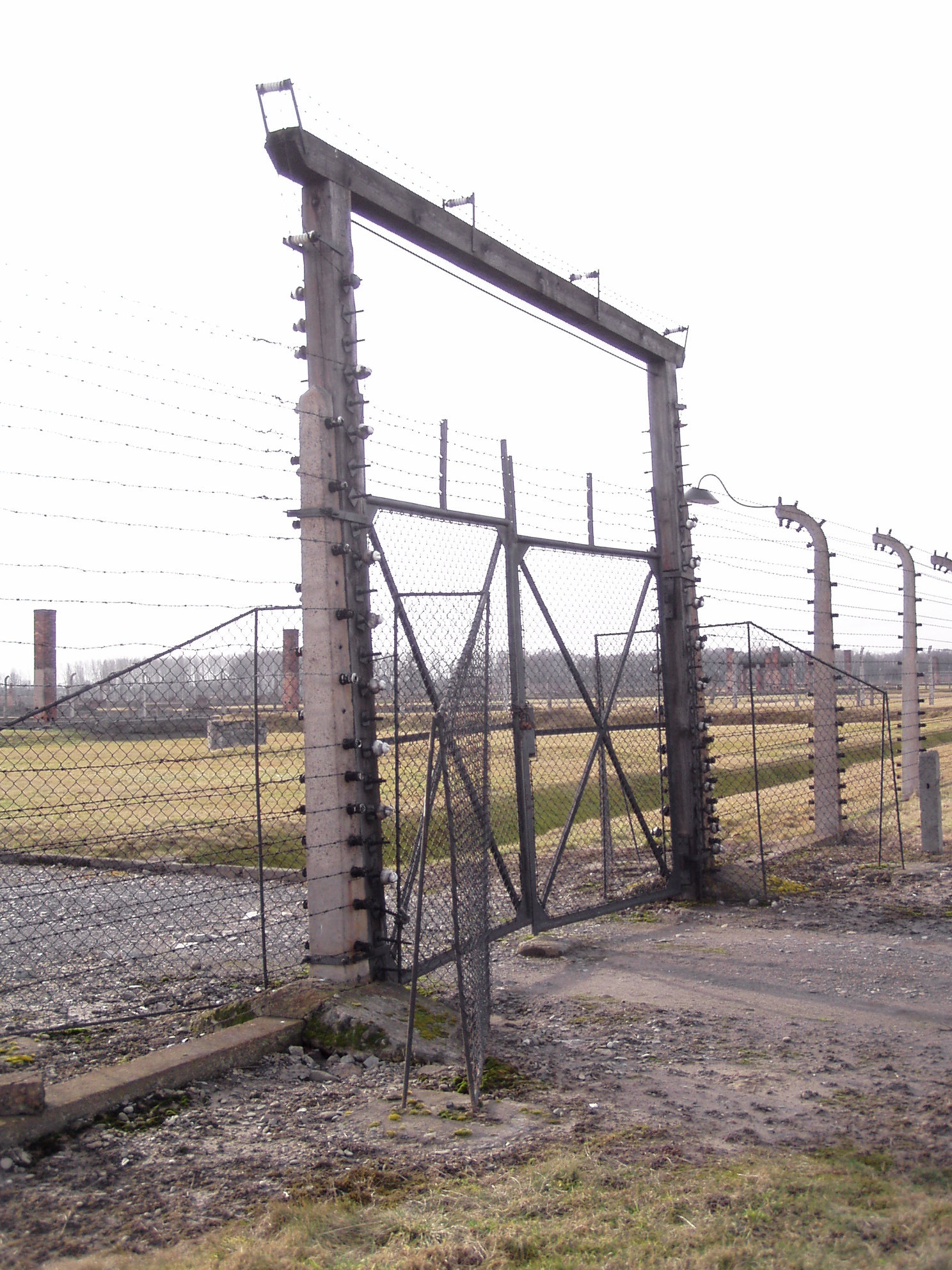
Ворота «семейного лагеря» в Аушвице-Биркенау

Евреи, перевезённые из Терезиенштадтского гетто в Аушвиц в период с сентября 1943-го по май 1944 года, размещались в отдельном блоке Аушвица II-Биркенау, известном как «семейный лагерь Терезиенштадт». Они не подвергались отбору по прибытии, им разрешалось сохранять гражданскую одежду, и их не заставляли брить головы. В лагере существовал детский блок, членам семей разрешали оставаться вместе и даже писать своим друзьям и родственникам (нацисты пытались ввести внешний мир в заблуждение относительно «окончательного решения еврейского вопроса»). Однако в первоначальный план нацистов входила ликвидация заключённых «семейного лагеря» через шесть месяцев после прибытия.
Ледерер вскоре установил контакт с Виктором Пестеком (18 апреля 1924 — 8 октября 1944), охранником лагеря в звании роттенфюрера СС. Пестек происходил из набожной католической семьи, и, очевидно, его приводило в ужас то, что творилось в Аушвице. Более того, он был влюблён в одну из узниц «семейного лагеря», девушку по имени Рене Нойманн, еврейку из известной пражской семьи. Хотя она не отвечала ему взаимностью, он всё же устроил её на более лёгкую работу (на должность машинистки) и даже предложил организовать побег, замаскировав её под одну из надзирательниц. Нойманн отказалась, отчасти из-за того, что не хотела оставлять свою мать, которая тоже была узницей лагеря.
8 марта 1944 года евреи из «семейного лагеря», прибывшие в сентябре 1943-го, были отравлены газом без отбора трудоспособных (всего около 3800 человек). Пестек спас Нойманн и её мать, временно переведя их в другой блок. Понимая, что не сможет укрывать их долго и что ему нужно действовать быстро, Пестек стал разговаривать с заключёнными, предлагая им помощь в организации побега, при условии, что они помогут ему в дальнейшем организовать побег Нойманн и её матери. План освобождения Нойманн основывался на знании Пестеком протокола транспортировки заключённых, однако для его осуществления ему требовался ещё один человек и поддельные документы. Ситуация также осложнялась тем, что Пестек говорил только по-немецки и по-румынски, а для получения фальшивых документов и, в случае успешного осуществления его плана, убежища для Рене Нойманн и её матери, ему нужно было бы связаться с польским или чехословацким подпольем.
Несколько заключённых, с которыми Пестек поговорил сначала, в том числе Рудольф Врба и Альфред Ветцлер, отказались, опасаясь, что это уловка. Однако Ледерер, получив от Пестека предложение об организации побега, будучи евреем, задержанным за участие в Движении Сопротивления, и узником «семейного лагеря», согласился, так как ожидал скорой казни и считал, что ему уже нечего терять. Кроме того, он надеялся, выбравшись на свободу, сообщить общественности о начале приведения в действие «окончательного решения». Он убедил Пестека, что богат, и что его связи в подполье помогут получить необходимые документы.
Пестек и Ледерер подробно спланировали побег и предполагаемое возвращение для спасения Нойманн. Ледерер должен был сбежать, переодевшись эсэсовцем. Далее, получив фальшивые документы в Протекторате Богемии и Моравии, Ледерер и Пестек должны были вернуться в лагерь, выдав себя за офицеров СС и предъявив поддельный ордер на транспортировку Рене Нойманн и её матери для допроса в гестапо. Персонал Аушвица в этом случае должен был бы предоставить им машину и водителя. Водителя они собирались убить по дороге, после чего, избавившись от тела, планировали сесть на поезд-экспресс, идущий в Протекторат.

### Побег
Побегу предшествовала тщательная подготовка, которую полностью организовал Виктор Пестек. 3 апреля 1944 года он украл на складе форму и пистолет для Ледерера. Затем у одного из охранников он похитил документы (на имя Фридриха Велькера), а также украл золотой браслет и немного денег со склада вещей, отобранных у заключённых сразу после прибытия (с так называемой «Канады»). Он также приготовил два велосипеда, узнал пароль, необходимый для выхода из лагеря в день побега, и подал рапорт о предоставлении ему длительного отпуска с 6 апреля, надеясь выиграть время для себя и Ледерера. Перед побегом он увиделся с Нойманн, пообещав, что вернётся и поможет ей и её матери сбежать.
Около 8 часов вечера 5 апреля 1944 года Ледерер переоделся в украденную форму шарфюрера СС, после чего он и Пестек, утверждая, что находятся на особом дежурстве, на велосипедах покинули лагерь, выехав через главные ворота. На ближайшей к Аушвицу железнодорожной станции они сели на поезд до Богумина и, притворившись контролёрами багажа, избежали пограничного контроля. От Богумина они продолжили путь в Прагу, куда прибыли примерно в 11:30 утра следующего дня — вскоре после того, как отсутствие Ледерера было обнаружено в лагере.
Около полудня 6 апреля 1942 года штурмбаннфюрер СС Фридрих Хартьенштайн, комендант Аушвица II-Биркенау, разослал телеграммы в Главное управление имперской безопасности, Главное административно-хозяйственное управление СС, уголовную полицию, гестапо и пограничную полицию, уведомив их о том, что Ледерер сбежал, вероятно, замаскированный под роттенфюрера СС. Заключённые, близкие к Ледереру, были немедленно допрошены. Спустя четыре часа Хартьенштайн сообщил телеграммами, что некий эсэсовец, предположительно Виктор Пестек, подозревается в содействии побегу.
Полиция распространила фотографию Ледерера, однако не стала предлагать вознаграждение за его поимку.

### Дальнейшие события
6 апреля в Праге Пестек продал украденный золотой браслет, и на эти деньги беглецы купили запасную гражданскую одежду, дорожный багаж и другие вещи, а также пообедали, помылись и привели себя в порядок. Они также изменили свою форму, чтобы она напоминала форму военнослужащих Ваффен-СС, а не охранников концентрационных лагерей. Ещё до полуночи они выехали в Пльзень, где укрылись у Йозефа Черника, знакомого Ледерера.
Бригитта Штайнер, мишлинг, дочь одного из друзей Ледерера, предоставила ему фальшивое удостоверение личности, а также рассказала, что в Праге живёт еврей Фалтис, который мог бы оформить остальные документы, включая удостоверения офицеров СС для Пестека и Ледерера, необходимые им для того, чтобы затребовать перевозку Рене Нойманн и её матери. Когда Ледерер связался с Фалтисом, тот потребовал непомерную плату, однако предложил большую скидку, если они смогут вывезти из Аушвица ещё одну женщину, его родственницу. Ледерер согласился на эти условия.

#### Проникновение в гетто
20 апреля 1944 года Ледерер совершил первый из четырёх или пяти визитов в Терезиенштадтское гетто. Вацлав Веселы, парикмахер, который навещал гетто для того, чтобы брить чешских охранников, рассказал ему о слабом звене в системе безопасности: часть забора возле больницы попадала в слепую зону, которую не могли просматривать часовые на вышках. Ледерер пересёк открытую площадку за пределами гетто, пока часовой смотрел в другую сторону, и перелез через забор.
В гетто он встретился с Лео Хольцером и рассказал ему о творящихся в Аушвице преступлениях. Согласно его более поздним показаниям, он также проинформировал о них Йирку Петшауэра, капитана еврейской полиции гетто, и Отто Шлиссера, члена Совета старейшин. Хольцер уведомил раввина Лео Бека, одного из лидеров еврейского самоуправления, и главу самоуправления гетто Пауля Эппштайна. Однако реакция с их стороны была неожиданной: Эппштайн, Бек и Хольцер, опасаясь бунта жителей гетто, пришли к выводу, что правда об Аушвице должна храниться в строгой тайне. Хотя по гетто уже распространились слухи о судьбе, ожидающей отправляемых в лагерь, многие люди отказывались им верить.

Я лично рассказал доктору Эппштайну и доктору Беку новости, которые донёс до нас Ледерер, но председатель совета старейшин доктор Эппштайн заклинал меня молчать об этом, иначе почти 35 000 жителей окажутся под угрозой катастрофы. (…) Мы просили наших друзей сохранить тайну и боялись последствий, которые могут возникнуть, если эти новости дойдут до терезинской общественности.— Лео Хольцер
Ледерер совершил ещё несколько визитов в гетто в мае, пронося внутрь письма, оружие и части радиопередатчика.

#### Гибель Пестека
Пестек и Ледерер вернулись в Освенцим в неустановленный точно период с конца апреля по июнь 1944 года, планируя спасти Рене Нойманн, её мать и родственницу Фалтиса. То, что произошло потом, является предметом споров. Известно, что Пестек был арестован, а Ледерер избежал ареста.
По версии Ледерера, Пестек оставил некоторые ценности у своей польской подруги в Мысловице, и она донесла на него, когда он пытался их забрать. Однако историк Мирослав Карны обращает внимание на несоответствия в его рассказе: Ледерер сам утверждал, что остался ждать в гостинице, находившейся рядом с вокзалом Освенцима, тогда как Пестек поехал в Мысловице один, и, таким образом, Ледерер не мог знать обстоятельства ареста.
Существуют ещё несколько противоречивых версий.
Узник Аушвица, выживший в Холокосте, Йозеф Нойманн (не родственник Рене Нойманн) рассказывал, как в период предполагаемого возвращения Пестека в лагерь к нему подошёл неизвестный эсэсовец с предложением побега. Но в этот момент была поднята тревога и прибыли охранники. Нойманна и неизвестного эсэсовца схватили, сковали наручниками и увезли; обоих после этого допрашивали и пытали в Блоке 11, после чего Нойманн был возвращён в лагерь, а что случилось с эсэсовцем, он не знает. Карны предполагает, что Ледерер мог испугаться в последний момент и отказался помогать Пестеку, после чего тот в одиночку проник в лагерь, и, пытаясь осуществить свой план по спасению Рене Нойманн и её матери, сделал предложение Йозефу Нойманну. При этом он отмечает, что Пестек просрочил отпуск и подозревался в том, что помог Ледереру сбежать, поэтому в данных обстоятельствах успех был невозможен в принципе.
Охранник лагеря Штефан Барецки, хорошо знавший Пестека, показал, что тот был арестован в Биркенау. Барецки сказал, что видел, как другие охранники СС избивали Пестека. Заключённый Рышард Хенрик Кордек, в свою очередь, утверждал, что именно Барецки поднял тревогу по поводу возвращения Пестека, и что он был одним из охранников, избивавших Пестека. Также существует свидетельство эсэсовца Пери Броада, который слышал, как капо хвастались тем, что преследовали и ловили Пестека в лесу вокруг лагеря.
Карны заключает, что из-за противоречивости версий невозможно узнать, что именно произошло, но убеждён, что версия Ледерера неточна.
Пестек был приговорён в Катовице к смертной казни через расстрел за поддержку узников и дезертирство. Он был казнён в Мендзыбродзе-Бяльске 8 октября 1944 года в 7:04. Члены отряда Пестека сообщили, что им приказали стать свидетелями расстрела.
Во время второй ликвидации «семейного лагеря» в июле 1944 года Рене Нойманн и её мать были отправлены на принудительные работы в район Гамбурга. Обе женщины пережили войну.

### Попытка переправить отчёт в Швейцарию
Известно, что в мае 1944 года Ледерера укрывали в Праге и чуть позже в пригороде Праги, Збраславе, семьи Черник, Дундр и Копржива.
В начале июня Ледерер пытался переправить отчёт об Аушвице в Международный комитет Красного Креста (МККК) в нейтральную Швейцарию. В Пльзене он встретил чешского журналиста Эдуарда Котору, которому рассказал о своих планах. Котора сопровождал Ледерера до станции Кршимице, где тот сел на поезд. Используя фальшивые документы, предоставленные Штайнер, и фальшивое разрешение на работу, полученное от збраславского Сопротивления, Ледерер продолжил путь до станции Шкодовак, которую использовали многие чехи, пересекавшие границу для работы на заводе «Шкода» в Судетской области. По словам Ледерера, затем он отправился в Констанц, где встретился со шкипером судна, который согласился переправить отчёт через границу, проходящую по Боденскому озеру, в Швейцарию и отослать его в МККК.
Нет никаких доказательств того, что отчёт дошёл до адресата, и, кроме слов самого Ледерера, нет свидетельств того, что он вообще отправил его. Карны пишет, что наиболее вероятная версия заключается в том, что шкипер уничтожил переданные ему бумаги, чтобы избежать трудностей с пограничным контролем. Чешский историк Эрих Кулька также считает, что МККК, вероятно, не получил этот отчёт.
В 1967 году Ледерер заявил, что у него была возможность бежать в Швейцарию, но он решил не делать этого, поскольку его семья уже была убита немцами, и он чувствовал себя обязанным продолжать сражаться. По словам Карны, Ледерер расценил бегство в Швейцарию как трусость и дезертирство, хотя Карны отмечает, что его показания об Аушвице были бы более достоверными, если бы он дал их лично.

### Последний год войны
По словам Ледерера, он присоединился к партизанскому отряду «Кривань» и пытался пересечь границу для участия в Словацком национальном восстании (август — октябрь 1944 года), но был ранен при этой попытке. В ноябре 1944-го он совершил свой последний визит в Терезиенштадтское гетто, пробыв там около восьми дней, чтобы составить подробный отчёт о Малой крепости, гетто и судетских казармах, куда немцы в 1943 году перенесли архивы Главного управления имперской безопасности. В отчёте Ледерера содержалась информация, за получение которой, по словам Карны, «каждая секретная служба союзников отдала бы всё». Однако нет никаких доказательств того, что Ледерер пытался отправить его союзникам.
После этого Ледерер вернулся в Збраслав, присоединился к партизанскому отряду имени С. П. Везденева и продолжил свою деятельность в «Пльзеняке 28».

### После войны
Остался в Чехословакии после коммунистического переворота в 1948 году.
Был женат.
До конца жизни читал лекции о преступлениях нацистов в Аушвице.
Умер в Праге в 1972 году в возрасте 68 лет.

## Оценка
Хотя историк Алан Джей Левин назвал побег Ледерера «одним из самых причудливых» побегов времён Второй мировой войны, он был затенён бегством Рудольфа Врбы и Альфреда Ветцлера два дня спустя. Результатом их побега стал «отчёт Врбы-Ветцлера» — часть Протоколов Освенцима. Отчёт является первым письменным свидетельством о массовых убийствах в Аушвице и способствовал спасению многих венгерских и словацких евреев.
Некоторые историки, в том числе Левин, связывают отчёт Ледерера с тем, что вторая ликвидация «семейного лагеря» пощадила трудоспособных. Однако Мирослав Карны считает, что это решение было принято лишь из-за растущей нехватки рабочей силы.
Кроме того, Карны обнаружил, что Ледерер приукрашивал свои действия, также как и чешский журналист Эдуард Котора, впервые писавший о нём. Эти искажения в дальнейшем некритически повторялись и другими писателями. Одним из влиятельных, хотя и дискредитированных впоследствии, рассказов о побеге была полувымышленная книга Эриха Кульки 1966 года «Побег из Освенцима». Израильский историк чешского происхождения Иегуда Бауэр написал во введении к книге, что «История, которую рассказывает Эрих Кулька, не является вымыслом». Кулька также утверждал, что его работа исторически точна, хотя и называл её «историческим романом».